# قوتشين
قوتشين هي بلدة في مقاطعة قمشي في ولاية قشقداريا في أوزبكستان.